# Uther Pendragon
Uther Pendragon (pronuncia: /ˈuːθəʳ pɛnˈdræɡən/; in francese: Uter Pendragon; gallese: Wthyr Bendragon, Uthr Bendragon e Uthyr Pendraeg, o semplicemente Uther) è un leggendario sovrano della Britannia-post romana, leggendario figlio di Costantino III di Britannia e padre di re Artù.
Qualche piccolo riferimento a Uther compare già nei poemi in lingua antico gallese, anche se la sua biografia fu scritta per la prima volta da Goffredo di Monmouth nella Historia Regum Britanniae. L'Uther di Goffredo fu preso a modello da autori e opere successivi. La sua figura appare molto ambigua: è descritto come un sovrano forte e un difensore del popolo, ed anche come il Fratello o Figlio di Ambrosio Aureliano. Secondo la tradizione più diffusa, a seguito di un incantesimo operato da Merlino, che tramuta Uther, agli occhi di Igraine, nel marito Gorlois, duca di Cornovaglia, venne generato Artù. In quello stesso momento il marito viene ucciso dall'esercito di Uther. Questo tema del figlio illegittimo ritornerà anche nei successivi romanzi in prosa: Artù giace inconsapevolmente con la sorella (o sorellastra) Morgana generando Mordred.

## Epiteto
L'epiteto di Pendragon etimologicamente è riconducibile al celtico Penn, ovvero monte (come il nome di molte montagne gallesi o italiane, Appennini), e dragon, ovvero drago, e ha probabilmente il significato figurato di "condottiero". Nei racconti più antichi Uther viene detto "Pendragon" perché egli vide una cometa a forma di drago, da cui trasse l'ispirazione per il drago sul suo stendardo. Secondo tradizioni più tarde, protagonista di questo episodio fu il fratello maggiore di Uther. Una volta morto, quest'ultimo assunse in suo onore l'epiteto di "Pendragon".
Secondo un'altra tradizione, Merlino gli disse di uccidere un particolare drago se voleva divenire re. Egli riuscì nell'impresa decapitandolo, e pose la testa del drago sullo scudo come simbolo della sua vittoria, divenendo re.

## Antica poesia gallese
Nell'antica tradizione gallese Uther è associato ad Artù e a volte viene considerato suo padre. Viene menzionato nel poema arturiano del X secolo Pa gur yv y porthaur ed è ricordato nel Libro di Taliesin con La canzone funebre di Uther Pen (include un riferimento ad Artù). Il colloquio di Artù e l'aquila, un poema contemporaneo a Goffredo, ma probabilmente indipendente da questo autore, menziona un altro figlio di Uther, Madoc, che fu padre del nipote di Artù, Eliwlod. Le Triadi gallesi dicono che Uther fu il creatore di uno dei tre grandi incantesimi della Britannia, che insegnò al mago Menw.

## Pendragon nell'opera di Goffredo di Monmouth

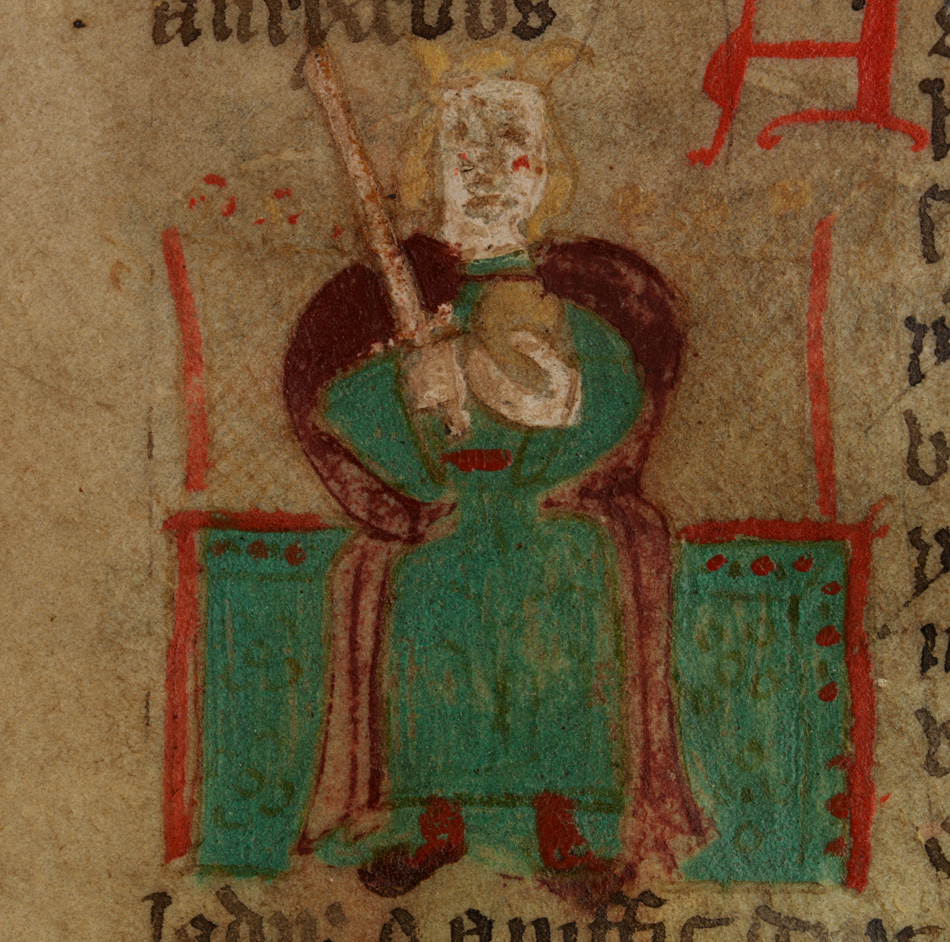
Uther Pendragon raffigurato in una rozza miniatura di un monoscritto gallese del XV secolo della Historia Regum Britanniae

La vita di Uther apparve per la prima volta nella Historia Regum Britanniae ("Storia dei re di Britannia"), scritta da Goffredo di Monmouth nel XII secolo. Il nome pen-dragon, letteralmente "testa di drago", è associato ai simboli rappresentati sui suoi stendardi. Nel racconto di Monmouth, Uther era il fratello minore di Ambrosio Aureliano e suo successore al trono di Logris o Loegria (un altro nome che indica l'Inghilterra nelle leggende arturiane e che deriva dalla parola gallese Lloegr, che, appunto, sta per Inghilterra). Uther, Ambrosio e un terzo fratello, Costante, sono indicati come figli dell'imperatore Costantino III (che Goffredo nella sua opera lo nomina come Costantino II), pretendente al trono di Roma fra il 407 e il 411. Costante successe sul trono al padre, ma fu ucciso per le trame del suo consigliere Vortigern, che prese così il potere. Uther e suo fratello Ambrosio Aureliano, ancora bambini, fuggirono in Bretagna (nell'odierna Francia). Una volta cresciuti Ambrosio e Uther tornarono in patria, dove Ambrosio bruciò Vortigern nel suo castello, diventando così re (va sottolineato che la connessione tra Ambrosio Aureliano e Costantino e Costante è del tutto inventata).
Uther guidò le armate del fratello in Irlanda per aiutare Merlino a portare le pietre di Stonehenge in Britannia. In seguito, mentre Ambrosio era ammalato, Uther condusse l'esercito contro il figlio di Vortigern, Paschent, e i suoi alleati Sassoni. Prima della battaglia, Uther vide in cielo una cometa a forma di drago, che Merlino interpretò come presagio della morte di Ambrosio e del radioso futuro di Uther. Uther vinse, prendendo l'epiteto di "Pendragon". Al ritorno trovò il fratello morto, avvelenato da un assassino. Salito sul trono ordinò la costruzione di due draghi d'oro, uno dei quali divenne il suo stendardo.
Uther si dedicò poi a rendere sicuri i confini della Britannia e soppresse una rivolta sassone con l'aiuto del duca di Cornovaglia Gorlois, suo vassallo. Al banchetto per la loro vittoria, Uther fu travolto dalla passione per la moglie di Gorlois, Igraine. Per questa ragione tra i due uomini scoppiò una guerra. Gorlois mandò Igraine nell'imprendibile fortezza di Tintagel, mentre lui assediò Uther in un'altra città. Su richiesta di Uther, Merlino usò la sua magia per dargli le sembianze di Gorlois, in modo che potesse entrare a Tintagel e giacere con Igraine.
Nel corso della notte la donna concepì Artù, mentre il marito veniva ucciso dagli uomini di Uther. Uther sposò Igraine, da cui ebbe anche un'altra figlia Anna, che poi sposerà re Lot, generando Gawain e Mordred. In alcune versioni più tarde, è chiamata Morgause ed è presentata come figlia di Gorlois. Sempre in altre versioni Mordred nasce dall'incesto di Morgause con Artù.
Sebbene malato, Uther continuò a guidare la guerra contro i Sassoni, che stava volgendo a suo sfavore. Sconfisse a Verulamium (odierna St Albans) Octa, figlio di Hengest del Kent (vecchio alleato di Vortigern), sebbene i Sassoni lo chiamassero il "re semi-morto". Ben presto i sassoni ordirono la sua morte, avvelenando una sorgente vicino a Verulamium da cui lui era solito bere.

## Pendragon in altre fonti medioevali
- Nel Lancillotto in prosa, Uther Pendragon sostiene di essere nato a Bourges. Egli conduce un esercito in Bretagna per combattere re Claudas di Bourges. Questa storia richiama quella di Riotamo (figura storicamente esistita) che si recò a combattere dei razziatori che avevano base proprio a Bourges.
- Nel Merlino di Robert de Boron, Uther Pendragon uccide personalmente il sassone Hengest (Angis o Augis) che si era introdotto nell'accampamento britanno per assassinarlo. È per Uther Pendragon che Merlino crea la famosa Tavola rotonda.
- Nel Parzival di Wolfram von Eschenbach si dà un background alternativo per Uther Pendragon. Un tale Mazadân andò con la fata Terdelaschoye nella terra di Feimurgân. Mazadân ebbe due figli, Lazaliez e Brickus. Quest'ultimo fu padre di Utepandragûn, padre di Artù, mentre Lazaliez fu padre di Gandin di Anjou, padre di Gahmuret, padre di Parzival/Perceval. Uther Pendragon e Arthur appaiono quindi come rampolli del ramo cadetto di un'immaginaria casata di Anjou di V/VI secolo.

Pendragon Castle si trova presso Mallerstang Dale nella contea di Cumbria. La leggenda vorrebbe che il castello fosse stato fatto costruire da Uther Pendragon, ma in realtà il complesso fu realizzato nel XII secolo d. C. da Ranulph il Meschino, III conte di Chester.

## Interpretazioni e riferimenti moderni
- L'inganno che determina la nascita di re Artù, figlio di Uther Pendragon, sotto le sembianze del duca di Cornovaglia Gorlois, marito di Igraine, è l'antefatto del film Excalibur (1981) diretto da John Boorman.
- In Re in eterno di Terence Hanbury White (The Once and Future King), Uther Pendragon è re d'Inghilterra dal 1066 al 1216. Quando Uther muore, una spada conficcata in una incudine appare di fronte a una chiesa di Londra. Chiunque sia in grado di estrarre la spada dall'incudine sarà il nuovo re; vi riuscirà Artù, un giovane scudiero che risulta poi essere figlio di Uther. Questa storia, pubblicata originariamente con il titolo La spada nella roccia, fu adattata da Walt Disney nel film omonimo.
- Nel ciclo Le cronache di Camelot di Jack Whyte, Uther viene presentato come re dei Pendragon, un popolo celtico del Galles nella Britannia del V secolo, figlio di un principe celta e di una donna romana. Egli è inoltre cugino di secondo grado di Merlino e viene descritto come un uomo impetuoso e passionale, oscillante tra il lato valoroso e generoso del suo carattere e quello incontrollabilmente violento e impulsivo. Nell'opera viene descritta ampiamente la sua amicizia con Merlino e la sua rivalità con Gulhrys Lot, duca di Cornovaglia, culminante con la morte per mano di uno dei vassalli del sovrano nemico.
- Nel romanzo L'ultima legione di Valerio Massimo Manfredi si suggerisce che altro non sia l'ultimo imperatore romano d'occidente, Romolo Augusto, divenuto re di Britannia.